# Bordj Flye Sainte Marie
 (novembre 2011).
Si vous disposez d'ouvrages ou d'articles de référence ou si vous connaissez des sites web de qualité traitant du thème abordé ici, merci de compléter l'article en donnant les références utiles à sa vérifiabilité et en les liant à la section « Notes et références ».
Bordj Flye Sainte Marie (ou Violette) est une localité de la commune de Reggane en Algérie, située dans l'erg Chech, à environ 300 km à l'ouest de Reggane à vol d'oiseau.

## Historique
Le bordj Flye Sainte Marie, ou bordj Violette, a été construit en 1927 à côté du puits de Bou Bernous, au contact des ergs Iguidi et Chech, un point de passage obligé de la piste venant du Mali et de la Mauritanie, via Chenachen (Algérie) 26° 02′ 23,57″ N, 4° 12′ 55,91″ O et Chegga (Mauritanie) 25° 22′ 25,4″ N, 5° 47′ 13,58″ O. Sa mission était d'assurer le contrôle des tribus Reguibat qui se déplaçaient librement dans tout le Sahara du Sud-Ouest.
Pendant les travaux, la protection du chantier était assurée par le groupe de méharistes mobile du Touat. Au mois de juillet 1927, un convoi de quinze travailleurs escortés de trois méharistes se perdit dans l'erg et tous moururent de soif. Quelques jours plus tard, une patrouille de trois méharistes se perdit aussi. On ne retrouva les cadavres que trois mois plus tard.
En 1928, une piste atterrissage sommaire fut aménagée à proximité immédiate du fort afin d'accueillir les avions desservant la ligne Adrar (Algérie) - Atar (Mauritanie).
Le bordj est connu sous le nom de Flye Sainte Marie, en souvenir du colonel Jean Flye Sainte Marie, un officier méhariste qui a joué un rôle important dans le contrôle par la France des confins sahariens. Le nom officiel de fort Violette lui a été donné en 1930 en souvenir de Maurice Viollette, ancien gouverneur général de l'Algérie.
Il n'y a aucune information connue sur une éventuelle occupation du fort par l'armée française par la suite, notamment pendant la guerre d'Algérie. En revanche, le fort a été utilisé à plusieurs reprises comme centre de détention par l'armée algérienne depuis 1993, notamment pour des fidèles de l'ancien chef islamiste de la région algérienne de Sahara-Sahel, Mokhtar Belmokhtar, alias Abou El Abbas.